# Karel Urbánek
Karel Urbánek (nacido el 22 de marzo de 1941 en Bojkovice, Moravia) es un político checo retirado. Fue el último dirigente comunista de Checoslovaquia durante la Revolución de Terciopelo, entre noviembre y diciembre de 1989.
Exgerente de la estación de ferrocarriles de Bojkovice, sucedió a Miloš Jakeš como Secretario General del Partido Comunista de Checoslovaquia después de una rápida elección, el 24 de noviembre de 1989.
La única importante decisión que realizó durante su muy breve periodo, fue cancelar la cláusula de la Constitución, qué dio al Partido Comunista un monopolio de poder, aunque el régimen Comunista había acabado eficazmente con la renuncia de Jakeš en el despertar de la Revolución de Terciopelo.